# Time (disc)
Time és el cinquè disc en solitari i d'estudi del cantant nord-americà de R&B Lionel Richie, va eixir el 23 de juny de 1998.

## Llista de temes
1. «Zoomin» – 4:23
2. «I Hear Your Voice» – 4:00
3. «Touch» – 5:08
4. «Forever» – 6:13
5. «Everytime» – 4:15
6. «Time» – 6:11
7. «To The Rhythm» – 5:14
8. «Stay» – 4:09
9. «The Way I Feel» – 3:07
10. «Closest Thing to Heaven» – 4:00
11. «Someday» – 4:23
12. «Lady» – 4:26

## ViccionariReferències
1. ↑  Johnson, Connie «Lionel Richie Time Mercury». Los Angeles Times, 06-07-1998.